# Paguristes sinensis
Paguristes sinensis is een tienpotigensoort uit de familie van de Diogenidae. De wetenschappelijke naam van de soort is voor het eerst geldig gepubliceerd in 1966 door Tung & Wang.